# Артзавод Платформа
Артзавод Платформа — коворкінгова платформа, креативний мистецько-освітній кластер, розташований на території колишнього Дарницького шовкового комбінату в Києві. Найбільший креативний кластер в Україні, утворений за принципом ревіталізації.

## Історія

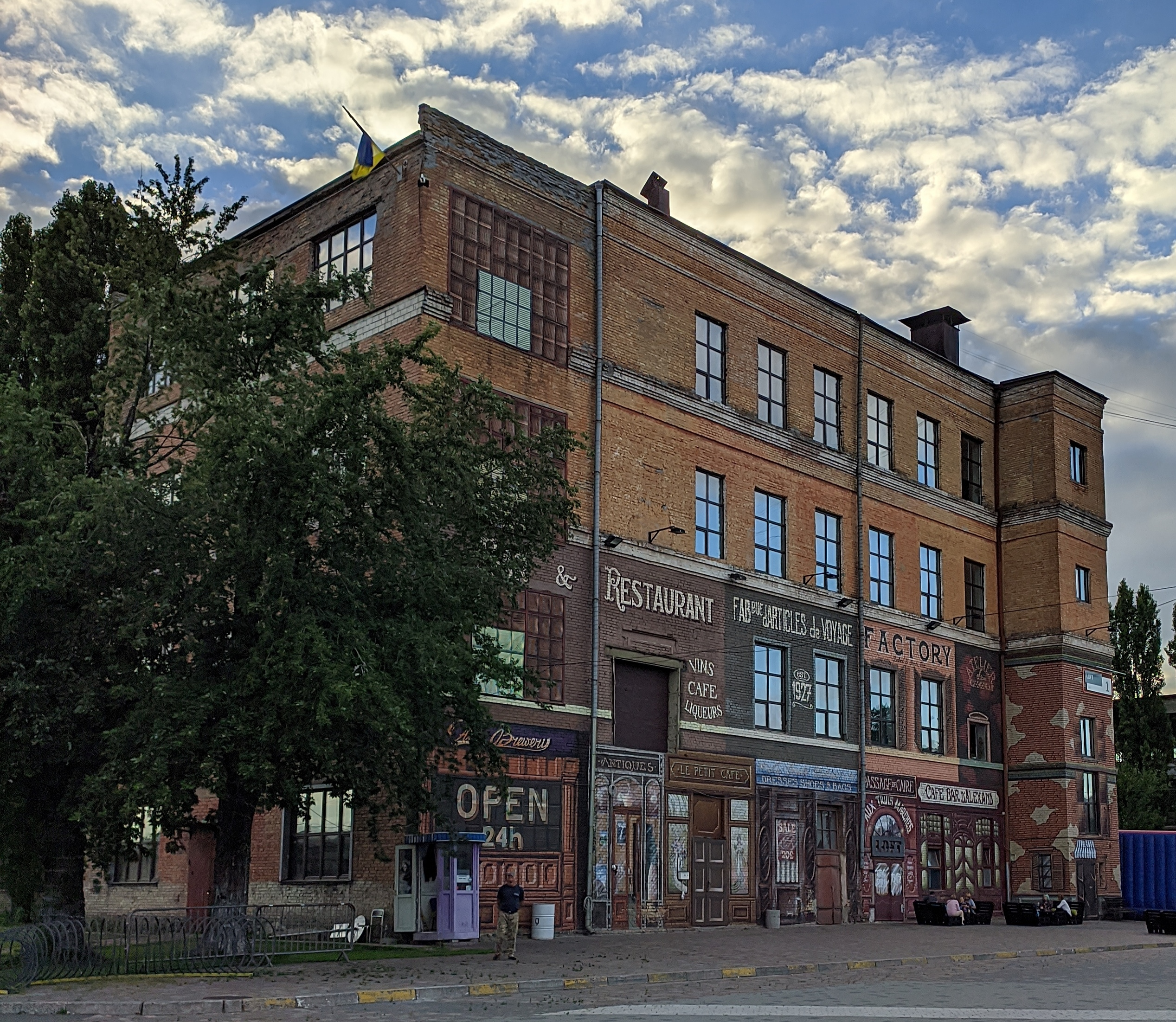

Комплекс запрацював у 2013 році на території занедбаного шовкового комбінату, який припинив виробництво у середині 1990-років. В об'єкт інвестовано $3 млн. Протягом 2014 року заходи, які приймав артзавод відвідало близько 100 тис. відвідувачів, 2015 року — 950 тис.

## Характеристика
До складу комплексу входять закриті майданчики для проведення невеликих виставок, майстер-класів та інших освітніх заходів, майданчики під відкритим небом — для масштабних концертів та вечірок.
Загальна площа території комплексу становить  120 тис. м². Із них на робочий простір (офіси, коворкінг) припадає 25 тис. м², закриті виставкові майданчики, майстерні, галереї, артпростір — 16 тис. м², простір для проведення фестивалів, конференцій, хакатонів, концертів та маркетів — 60 тис. м², простір для відпочинку та розваг — 10 000 м².

## Мистецькі події
У вересні 2016 року, в одному з павільйоні платформи відбулася світова прем'єра сонОпери непрОсті (композитори Роман Григорів, та Ілля Разумейко, артисти NOVA OPERA лібретто за романом НепрОсті Тараса Прохасько) із Тарасом Прохаськом в ролі читця та перформера. Опера складається з трьох дій / Анн (Анна перша, Анна друга, Анна друга) які утворюють багатогодинний перформанс для сплячої публіки, який розпочинається опівночі, та закінчується на світанку. 
Тут кожен знайде для себе заняття. Наприклад, зробить оригінальні фотографії для соцмереж, послухає виступ українських музичних груп, купить вінтажні речі, знайде рідкісну або унікальну літературу, спробує равлика в медовому соусі або організує пряму трансляцію в Instagram. Тож не дивно, що сюди постійно з'їжджається столична молодь.